# Trichosilia honesta
Trichosilia honesta är en fjärilsart som beskrevs av Otto Staudinger 1892. Trichosilia honesta ingår i släktet Trichosilia och familjen nattflyn. Inga underarter finns listade i Catalogue of Life.